# 希勒曼 (伊利諾伊州)
希勒曼（英語：Hillerman）是位於美國伊利諾伊州馬薩克縣的一個非建制地區。該地的面積和人口皆未知。

## 地理
希勒曼的座標為37°14′12″N 88°53′23″W / 37.23667°N 88.88972°W，而該地的平均海拔高度為119米（即390英尺）。